# Макаров, Дмитрий Леонидович

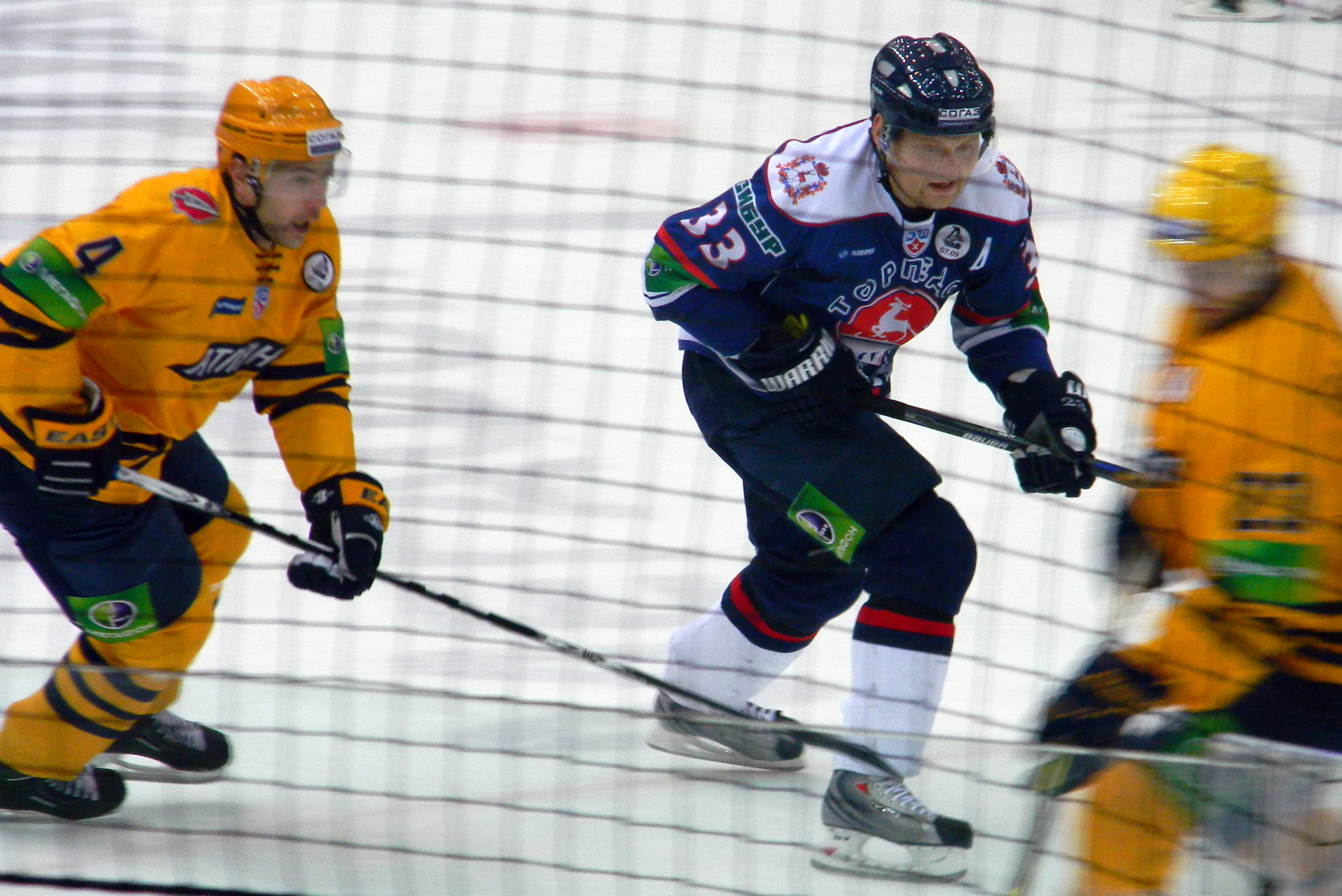
Денис Баев (4) и Дмитрий Макаров (33) в матче между нижегородским Торпедо и мытищинским Атлантом 23 октября 2011 года.

Дмитрий Леонидович Макаров (род. 6 декабря 1983, Уфа) — российский хоккеист, нападающий. Брат Константина Макарова.

## Биография
Родился 6 декабря 1983 года в Уфе. Отец Леонид Макаров долгие годы играл в хоккей, работал тренером. Воспитанник уфимского хоккея. Начал карьеру в 2000 году в составе «Салавата Юлаева». В 2002 году стал игроком магнитогорского «Металлурга», по большей части выступая за фарм-клуб. В середине сезона 2004/05 вернулся в Уфу. В «Салавате» выступал до 2007 года, проведя за это время 74 матча, в которых набрал 40 (22+18) очков.
Перед началом сезона 2007/08 Макаров, несмотря на слухи, связывавшие его с московским «Спартаком», подписал контракт с нижнекамским «Нефтехимиком». За 4 сезона, проведённых в качестве одного из лидеров клуба, Макаров принял участие в 207 матчах, набрав 111 (45+66) очков. 3 мая 2011 года, сразу после того, как болельщики нижнекамского клуба признали его лучшим игроком прошедшего сезона, Макаров заключил однолетнее соглашение с нижегородским «Торпедо». Позже продлил контракт с клубом.
6 мая 2013 года был обменян в «Салават Юлаев» на Сергея Сентюрина и Дениса Паршина.
5 мая 2016 года подписал двухлетний контракт с «Нефтехимиком». Позже расторг контракт и вернулся в «Салават Юлаев», подписав контракт до конца сезона. 1 мая 2017 года заключил контракт с «Югрой» на год, 18 октября 2017 года клуб расторг контракт.

## Статистика
| Легенда | Легенда                    | Легенда | Легенда                   | Легенда | Легенда    |
| ------- | -------------------------- | ------- | ------------------------- | ------- | ---------- |
| И       | Количество проведённых игр | Штр     | Штрафное время            | +/−     | Плюс-минус |
| Г       | Голы                       | П       | Голевые передачи          | О       | Очки       |
| -       | Статистика неизвестна      | —       | Статистика не учитывалась |         |            |

### Клубная карьера
- a В этом сезоне в «Плей-офф» учитывается статистика игрока в Кубке Надежды.